# Praia de Albandeira
A Praia de Albandeira é uma praia situada no sítio da Caramujeira, já na fronteira com a freguesia de Porches, zona costeira do município de Lagoa, na região do Algarve, em Portugal.
É conhecida pelas suas piscinas naturais existentes nas rochas, as quais proporcionam uma magnífica experiência balnear aos seus visitantes. Esta praia serve ainda de estância balnear aos turistas do Hotel Suites Alba Resort & SPA.
A sua estrada de acesso, permite ainda o acesso à Praia do Barranquinho e à Praia da Malhada do Baraço.
É praia vizinha da internacionalmente famosa Praia da Marinha.

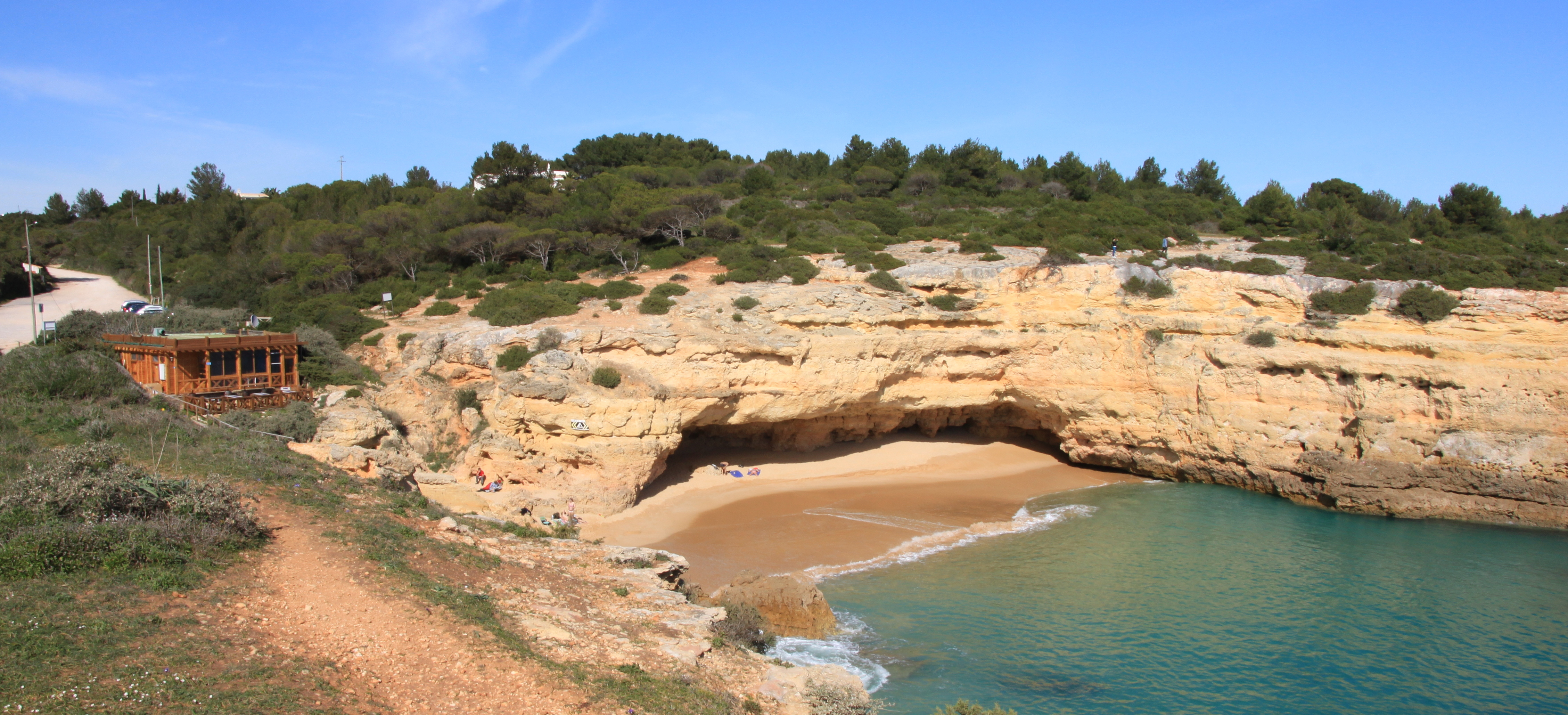
Vista geral da Praia de Albandeira
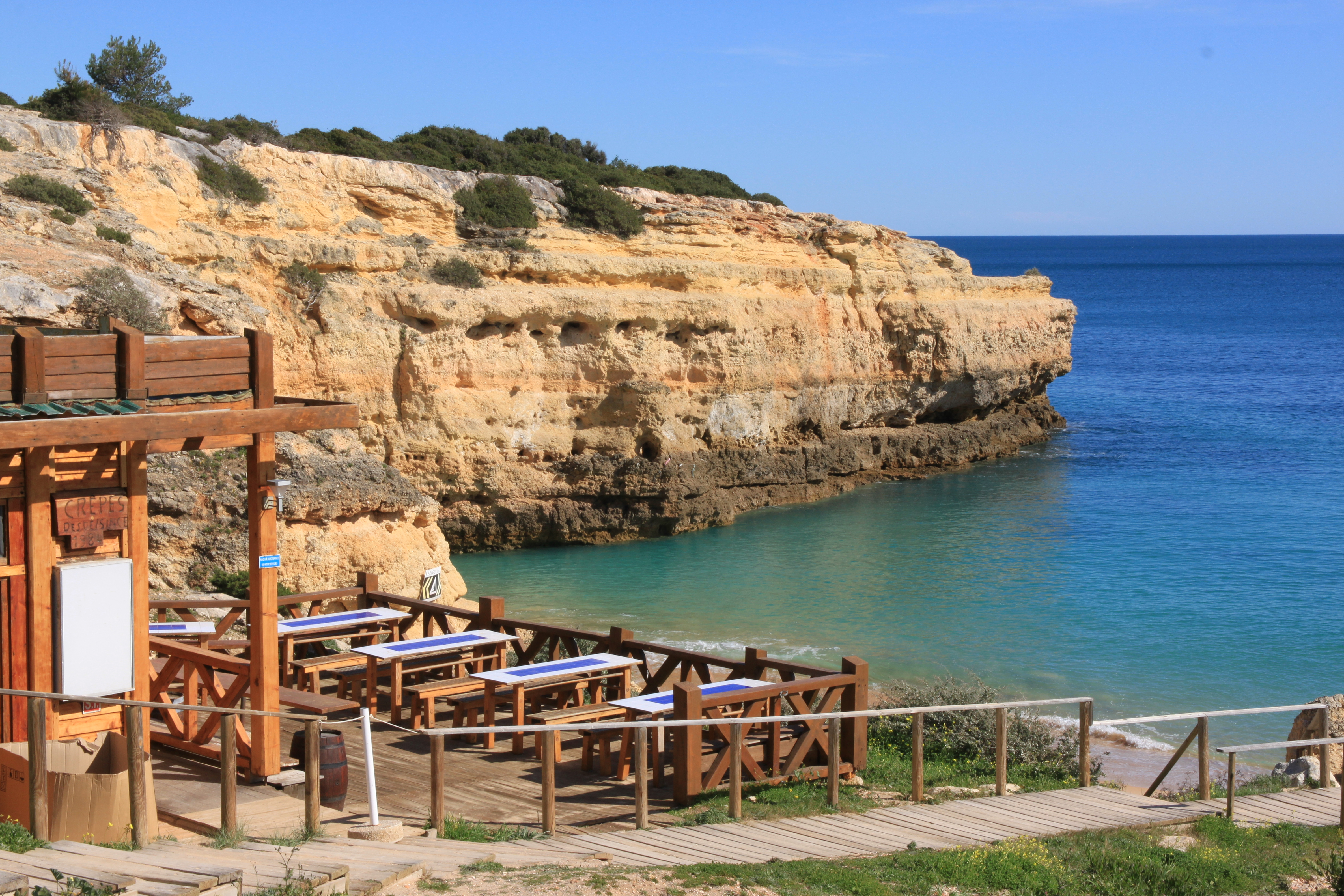
Café e esplanada da praia
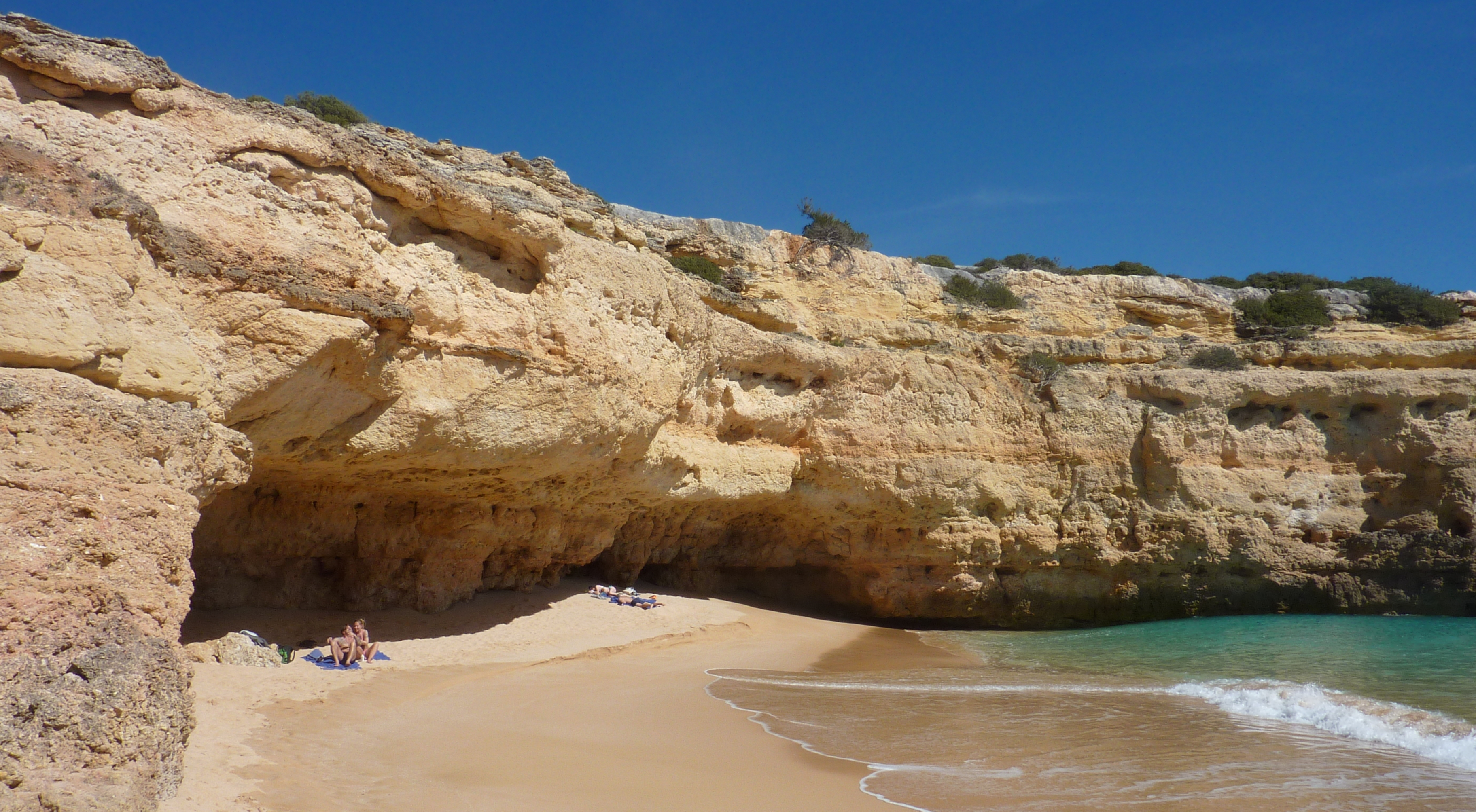
Lado esquerdo da praia
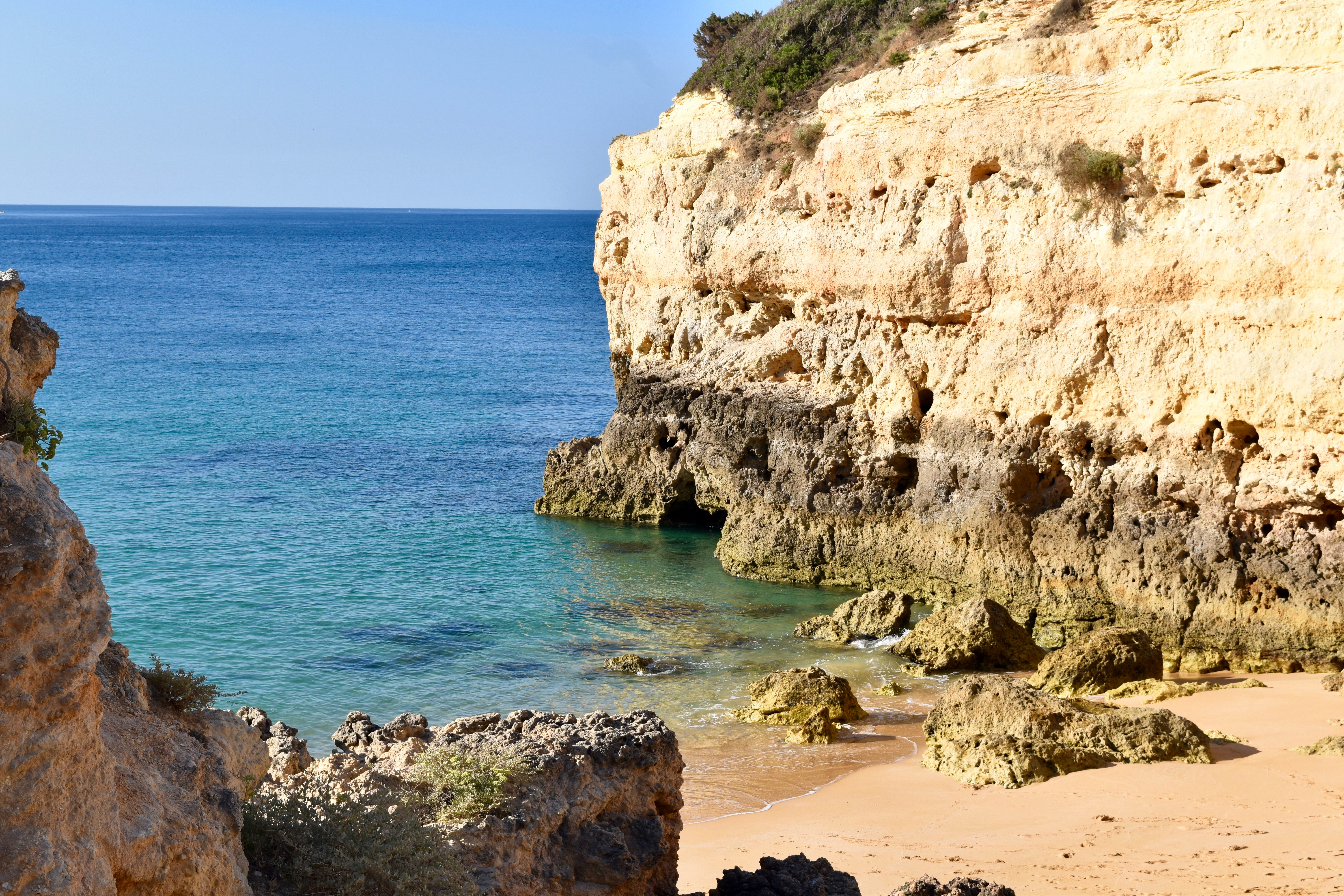
Lado direito da praia